# Uenoa tokunagai
Uenoa tokunagai är en nattsländeart som beskrevs av Iwata 1927. Uenoa tokunagai ingår i släktet Uenoa och familjen Uenoidae. Inga underarter finns listade i Catalogue of Life.